# Liste des avions militaires de l'entre-deux-guerres
Cette page liste les avions militaires de l'entre-deux-guerres (1918-1939).
Les avions utilisés pendant la guerre d'Espagne mais qui ont été rendus célèbres lors de la Seconde Guerre mondiale seront classés dans la catégorie suivante.

## Avions allemands
- Arado Ar 68
- Dornier Do 23
- Dornier Do J ou Dornier Wal
- Dornier Do Y
- Focke Wulf Fw 56
- Heinkel He 51
- Heinkel He 112
- Junkers Ju 52 Tante Ju

## Avions américains

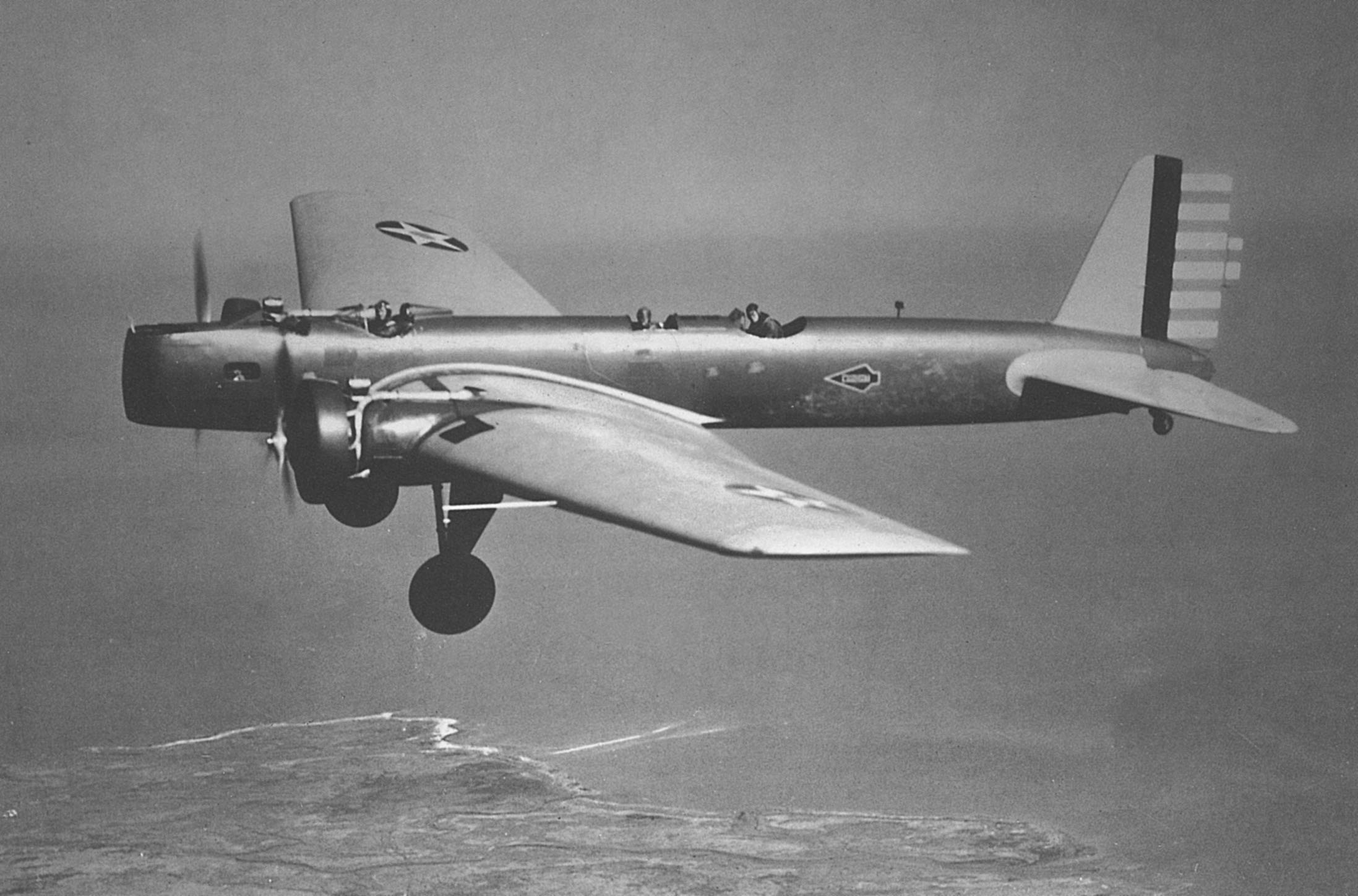
Un Boeing Y1B-9 au cours d'un vol d'essai en 1932

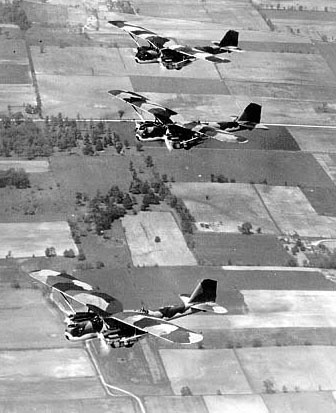
Des Douglas Y1B-7 en formation en 1933

- Bellanca C-27 Aircruiser
- Boeing B-9 Death Angel
- Boeing F4B (Marine)/P-12 (Armée)
- Boeing F3B
- Boeing FB
- Boeing P-12
- Boeing P-26
- Boeing PW-9
- Consolidated PB-2
- Consolidated PT-3
- Curtiss A-12 Shrike
- Curtiss BF2C Goshawk
- Curtiss F6C Hawk
- Curtiss F9C Sparrowhawk
- Curtiss H.75 Hawk
- Curtiss P-6 Hawk
- Curtiss SBC Helldiver
- Curtiss SOC Seagull
- Douglas Y1B-7
- Douglas B-18
- Douglas O-2
- Grumman FF
- Grumman F3F
- Martin B-10
- Martin MO
- Martin N2M
- Keystone B-3
- Keystone B-4
- Loening OL
- Martin MB
- Martin T4M
- Vought O2U Corsair

## Avions britanniques
- Armstrong Whitworth Atlas
- Armstrong Whitworth Siskin
- Avro Aldershot
- Avro Bison
- Avro Tutor
- Blackburn Baffin
- Blackburn Beagle
- Blackburn Dart
- Blackburn Iris
- Blackburn Ripon
- Blackburn Shark
- Boulton Paul Sidestrand
- Bristol Bulldog
- De Havilland DH.82 Tiger Moth
- De Havilland DH.86 Express
- Fairey Fawn
- Fairey Flycatcher
- Fairey Fox
- Fairey Gordon
- Fairey III
- Gloster Gamecock
- Gloster Gauntlet
- Gloster Grebe
- Handley Page Hinaidi
- Handley Page Heyford
- Handley Page Hyderabad
- Hawker Demon
- Hawker Fury
- Hawker Hart
- Hawker Hind
- Hawker Horsley
- Hawker Nimrod
- Hawker Osprey
- Hawker Woodcock
- Vickers Type 253
- Vickers Valentia
- Vickers Victoria
- Vickers Virginia
- Vickers Vildebeest
- Vickers Wellesley
- Westland Wapiti

## Avions chinois
- Nin Hai

## Avions espagnols
- Adaro Chirta

## Avions français

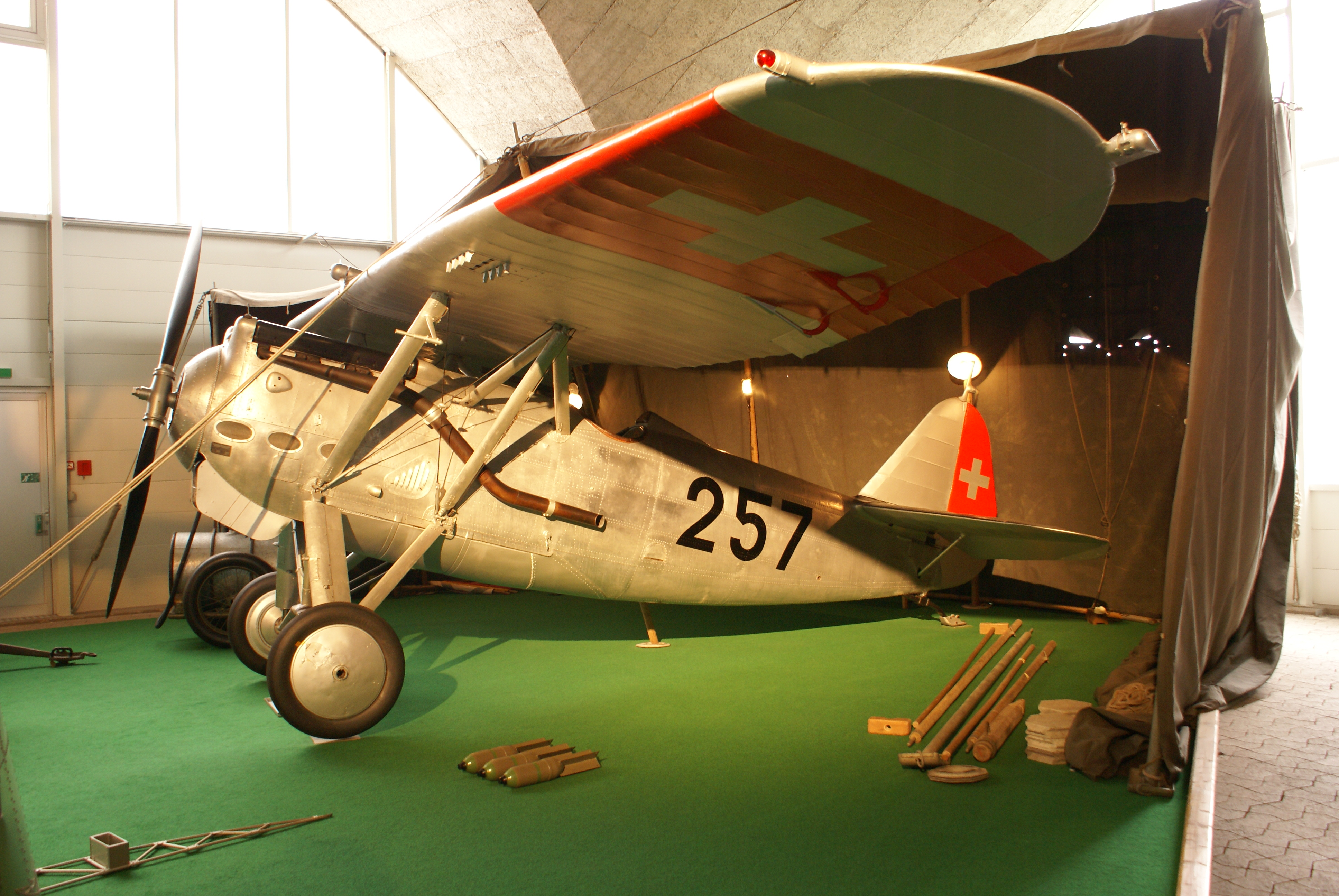
Un Dewoitine D.27 des Troupes d'aviation suisses exposé au Flieger Flab Museum.

- ANF Les Mureaux 115
- Blériot 127
- Blériot-SPAD S.51
- Blériot-SPAD S.510
- Bloch MB.200
- Breguet 19
- Dewoitine D.27
- Dewoitine D.500
- Dewoitine D.510
- Dewoitine D.520
- Farman F.60
- Farman F.222
- Latécoère 290
- Levasseur PL 4
- Lioré et Olivier LeO.20
- Loire 45
- Loire 46
- Loire-Gourdou-Leseurre LGL.32
- Morane-Saulnier MS.225
- Morane-Saulnier MS.230
- Nieuport-Delage NiD.29
- Nieuport-Delage NiD.622
- Potez 25
- Potez 540
- Stampe SV-4
- Wibault 72

## Avions italiens
- Breda Ba.19
- Breda Ba.25
- Caproni Ca.90
- Caproni Ca.101
- Caproni Ca.133 (en)
- Caproni Ca.310
- Fiat CR.1
- Fiat CR.20
- Fiat CR.32
- Macchi M.41 bis
- SIAI-Marchetti S.55

## Avions japonais
- Kawasaki Ki-10
- Kawasaki Type 88
- Mitsubishi B2M1
- Mitsubishi 1MF1
- Mitsubishi Ki-2
- Nakajima Type 91

## Avions néerlandais
- Fokker C.V
- Fokker D.XIII
- Fokker D.XVII

## Avions polonais
- PZL P.7
- PZL P.11

## Avions roumains
- IAR CV 11
- IAR-12
- IAR 37
- Proto S.E.T. 2
- S.E.T. 3
- S.E.T. 4
- S.E.T. 7
- S.E.T. X
- RAS-1 Getta

## Avions soviétiques
- Kalinine K-7
- Polikarpov I-5
- Polikarpov I-15
- Polikarpov I-17
- Polikarpov R-5
- Tupolev SB-2
- Tupolev TB-3

## Avions suédois
- Svenska J6 Jaktfalken
- FVM Ö1 Tummelisa

## Avions suisses
- EKW C-35
- Häfeli DH-5
- Militär-Apparat MA-7
- Alfred Comte AC-1
- Alfred Comte AC-4 Gentlemann

## Avions tchécoslovaques
- Aero A.11
- Letov S-1